# Édouard Normand
Pour les articles homonymes, voir Normand (homonymie).
Edouard Jean Normand, né  à Couhé (Vienne) le 14 octobre 1818 et mort à Montataire (Oise) le 30 mai 1896, est un industriel et un homme politique français, maire de Nantes de 1885 à 1888.

## Biographie
Édouard Normand est le fils d'Antoine Normand et de Gregoria Deotero. Il fonde à Couëron une usine de vernissage et d’impression sur tôle et métaux.
Il élève également sa nièce Euthalie Méloée Eléonore Sallé (1837-1927), placée par son père René Sallé à la suite d'un revers de fortune de ce dernier. Chez son oncle, Euthalie fera la connaissance d'Alfred Riom, jeune industriel ferblantier avec qui elle se maria en 1864. Alfred Riom deviendra également maire de Nantes, quatre ans après Édouard Normand.
En 1872, il est élu conseiller général. En 1881, il entre au conseil municipal. Il se présente dès 1882 lors de la première élection du maire par le conseil municipal, mais n'obtient que 2 voix contre 25 à Georges-Évariste Colombel. En revanche, après la seconde démission de celui-ci en 1885, Édouard Normand est élu le 20 novembre avec 20 voix contre 5 à Colombel.
En 1888, les conservateurs emportent les élections municipales et Ernest Guibourd de Luzinais est élu maire. 
La même année, Édouard Normand quitte Nantes pour Paris et épouse Jacqueline Seveste, qui, devenue veuve, sera une bienfaitrice de Nantes. Il demeure dans l'Oise à la fin de sa vie où il est administrateur des forges et fonderies de Montataire, commune où il meurt en 1896. Il est inhumé au cimetière Miséricorde à Nantes

## Hommages
- À Nantes : place Édouard-Normand (ancienne place Brancas), à proximité de l'ancien palais de Justice.